# Liste de composés organiques C7
| Liste de composés organiques                                                                     |
| C 2 C3 C4 C5 C6 C7 C8 C9 C10 C11 C12 C13 C14 C15 C16 C17 C18 C19 C20 C21 C22 C23 C24 C25 C26 C27 |

| Formule chimique | Nom                             | Numéro CAS                   |
| ---------------- | ------------------------------- | ---------------------------- |
| C7H2Br2KNO       | bromoxynil-potassium            | 2961-68-4                    |
| C7H2Cl3NaO2      | 2,3,6-TBA-sodium                | 2078-42-4                    |
| C7H2I2LiNO       | ioxynil-lithium                 | 2961-61-7                    |
| C7H2I2NNaO       | ioxynil-sodium                  | 2961-62-8                    |
| C7H3Br2NO        | bromoxynil                      | 1689-84-5                    |
| C7H3Cl2NO        | chloroxynil                     | 1891-95-8                    |
| C7H3ClF3N3       | fluoromidine                    | 13577-71-4                   |
| C7H3Cl2N         | dichlobénil                     | 1194-65-6                    |
| C7H7Cl3O2        | 2,3,6-TBA                       | 50-31-7                      |
| C7H3Cl3O2        | 2,3,6-TBA                       | 50-31-7                      |
| C7H3I2NO         | ioxynil                         | 1689-83-4                    |
| C7H3I3O2         | acide 2,3,5-tri-iodobenzoïque   | 88-82-4                      |
| C7H3N3O4S        | thiocyanatodinitrobenzènes      | 26761-52-4                   |
| C7H4ClI2NO2      | cliodinate                      | 69148-12-5                   |
| C7H4ClNS         | benclothiaz                     | 89583-90-4                   |
| C7H4Cl2NNaO2     | chloramben-sodium               | 1954-81-0                    |
| C7H4Cl3NO3       | triclopyr                       | 55335-06-3                   |
| C7H4N2OS2        | acibenzolar                     | 126448-41-7                  |
| C7H5BrO          | 2-bromobenzaldéhyde             | 6630-33-7                    |
| C7H5BrO          | 3-bromobenzaldéhyde             | 3132-99-8                    |
| C7H5BrO          | 4-bromobenzaldéhyde             | 1122-91-4                    |
| C7H5ClO3         | acide méta-chloroperbenzoïque   | 937-14-4                     |
| C7H5Cl2FN2O3     | fluroxypyr                      | 69377-81-7                   |
| C7H5Cl2NO2       | chloramben                      | 133-90-4                     |
| C7H5Cl2NO2       | clopyralid-méthyle              | 1532-24-7                    |
| C7H5Cl2NS        | chlortiamide                    | 1918-13-4                    |
| C7H5Cl3N2O2      | picloram-méthyle                | 14143-55-6                   |
| C7H5Cl3O         | 2,4,6-trichloroanisole          | 87-40-1                      |
| C7H5Cl4NO        | pyroxychlor                     | 7159-34-4                    |
| C7H5KN2O5        | DNOC-potassium                  | 5787-96-2                    |
| C7H5KO2          | benzoate de potassium           | 582-25-2                     |
| C7H5N            | benzonitrile                    | 100-47-0                     |
| C7H5NOS          | benzisothiazolinone             | 2634-33-5                    |
| C7H5NO3S         | saccharine                      | 81-07-2                      |
| C7H5NO4          | acide quinoléique               | 89-00-9                      |
| C7H5NO4          | acide 4-nitrobenzoïque          | 62-23-7                      |
| C7H5NO4          | acide dipicolinique             | 499-83-2                     |
| C7H5N2NaO5       | DNOC-sodium                     | 2312-76-7                    |
| C7H5N3O6         | trinitrotoluène                 | 118-96-7                     |
| C7H5NaO2         | benzoate de sodium              | 532-32-1                     |
| C7H5LiO2         | benzoate de lithium             | 553-54-8                     |
| C7H6N2O5         | DNOC                            | 534-52-1                     |
| C7H6N4S          | thiocarbonyldiimidazole         | 6160-65-2                    |
| C7H6O            | benzaldéhyde                    | 100-52-7                     |
| C7H6O2           | acide benzoïque                 | 65-85-0                      |
| C7H6O3           | acide salicylique               | 69-72-7                      |
| C7H6O5           | acide gallique                  | 149-91-7 hydrate : 5995-86-8 |
| C7H6OS           | acide thiobenzoïque             | 98-91-9                      |
| C7H6O2S          | acide thiosalicylique           | 147-93-3                     |
| C7H7BO3          | acide 4-formylphénylboronique   | 87199-17-5                   |
| C7H7Cl3NO3PS     | chlorpyriphos-méthyl            | 5598-13-0                    |
| C7H7Cl3NO4P      | fospirate                       | 5598-52-7                    |
| C7H7NO           | benzamide                       | 55-21-0                      |
| C7H7NO2          | acide 4-amino-benzoïque         | 150-13-0                     |
| C7H7NO2          | acide benzohydroxamique         | 495-18-1                     |
| C7H7NO2          | acide anthranilique             | 118-92-3                     |
| C7H7N3O2         | quinazamid                      | 61566-21-0                   |
| C7H8             | toluène                         | 108-88-3                     |
| C7H8             | cycloheptatriène                | 544-25-2                     |
| C7H8             | norbornadiène                   | 121-46-0                     |
| C7H8Cl2N2O2      | chloramben-ammonium             | 1076-46-6                    |
| C7H8HgN2O        | phénylmercuriurée               | 2279-64-3                    |
| C7H8N2S          | phénylthiocarbamide             | 103-85-5                     |
| C7H8N4O2         | théophylline                    | 58-55-9                      |
| C7H8N4O2         | théobromine                     | 83-67-0                      |
| C7H8N4O2         | paraxanthine                    | 611-59-6                     |
| C7H8O            | crésol                          | 1319-77-3                    |
| C7H8O            | anisole                         | 100-66-3                     |
| C7H8O            | alcool benzylique               | 100-51-6                     |
| C7H8O3           | éthyl-maltol                    | 4940-11-8                    |
| C7H8O3S          | acide paratoluènesulfonique     | 6192-52-5                    |
| C7H9N            | m-toluidine                     | 106-49-0                     |
| C7H9N            | o-toluidine                     | 106-49-0                     |
| C7H9N            | p-toluidine                     | 106-49-0                     |
| C7H9N3O5         | DNOC-ammonium                   | 2980-64-5                    |
| C7H10ClN3        | crimidine                       | 535-89-7                     |
| C7H10ClN5O2      | églinazine                      | 68228-19-3                   |
| C7H10N4O3        | cymoxanil                       | 57966-95-7                   |
| C7H10O5          | acide shikimique                | 138-59-0                     |
| C7H11ClN4        | iprymidam                       | 30182-24-2                   |
| C7H11N3O2S       | thiocarboxime                   | 25171-63-5                   |
| C7H11N7S         | aziprotryne                     | 4658-28-0                    |
| C7H12ClN5        | simazine                        | 122-34-9                     |
| C7H12N2O4        | acéglutamide                    | 2490-97-3                    |
| C7H12N2O4S       | S-nitroso-N-acétylpénicillamine | 67776-06-1                   |
| C7H12N4O3S2      | éthidimuron                     | 30043-49-3                   |
| C7H12O7          | heptonolactone                  | 89-67-8                      |
| C7H13N2O4PS3     | lythidathion                    | 2669-32-1                    |
| C7H13N3O3S       | oxamyl                          | 23135-22-0                   |
| C7H13NO4S3       | oxalate de thiocyclam           | 31895-22-4                   |
| C7H13O5PS        | méthacrifos                     | 62610-77-9                   |
| C7H13O6P         | mévinphos                       | 7786-34-7                    |
| C7H14N2O3        | théanine                        | 3081-61-6                    |
| C7H14NO3PS2      | phosfolan                       | 947-02-4                     |
| C7H14NO4PS2      | mécarphon                       | 29173-31-7                   |
| C7H14NO5P        | monocrotophos                   | 6923-22-4                    |
| C7H14N2O2S       | aldicarbe                       | 116-06-3                     |
| C7H14N2O2S       | butocarboxim                    | 34681-10-2                   |
| C7H14N2O4S       | aldoxycarb                      | 1646-88-4                    |
| C7H14N2O4S       | butoxycarboxim                  | 34681-23-7                   |
| C7H14N3O3P       | urédépa                         | 302-49-8                     |
| C7H14N4O3        | dinotéfurane                    | 165252-70-0                  |
| C7H14O           | heptan-2-one                    | 110-43-0                     |
| C7H14O           | heptan-3-one                    | 106-35-4                     |
| C7H14O2          | acétate d'isoamyle              | 123-92-2                     |
| C7H14O2          | pentanoate d'éthyle             | 539-82-2                     |
| C7H14O2          | 2-méthylbutanoate d'éthyle      | 7452-79-1                    |
| C7H14O2          | 3-méthylbutanoate d'éthyle      | 108-64-5                     |
| C7H14O7          | sédoheptulose                   | 3019-74-7                    |
| C7H15N3O2S2      | cartap                          | 15263-53-3                   |
| C7H15NOS         | éthiolate                       | 2941-55-1                    |
| C7H16            | heptane                         |                              |
| C7H16            | 2-méthylhexane                  | 591-76-4                     |
| C7H16            | 2,2-diméthylpentane             | 590-35-2                     |
| C7H16            | 2,2,3-triméthylbutane           | 464-06-2                     |
| C7H16            | 2,3-diméthylpentane             | 565-59-3                     |
| C7H16            | 2,4-diméthylpentane             | 108-08-7                     |
| C7H16            | 3-éthylpentane                  | 617-78-7                     |
| C7H16            | 3-méthylhexane                  | 589-34-4                     |
| C7H16            | 3,3-diméthylpentane             | 562-49-2                     |
| C7H16            | 2-éthyl 3-méthylbutane          |                              |
| C7H16ClN         | chlorure de mépiquat            | 24307-26-4                   |
| C7H16ClN3O2S2    | hydrochlorure de cartap         | 15263-52-2                   |
| C7H16N           | mépiquat                        | 15302-91-7                   |
| C7H16NO2         | acétylcholine                   | 51-84-3                      |
| C7H16NO4PS2      | amidithion                      | 919-76-6                     |
| C7H17NO6S        | DIPSO                           | 68399-80-4                   |
| C7H17NO7S        | TAPSO                           | 68399-81-5                   |
| C7H17O2PS3       | isothioate                      | 36614-38-7                   |
| C7H17O2PS3       | phorate                         | 298-02-2                     |